# Маргарита Луиза Орлеанская
Маргари́та Луи́за Орлеа́нская (фр. Marguerite Louise d'Orléans; 28 июля 1645 года, Блуа — 17 сентября 1721 года, Париж) — старшая дочь Гастона де Бурбона, герцога Орлеанского, двоюродная сестра короля Людовика XIV, в замужестве — великая герцогиня Тосканская.
Маргарита Луиза, отличавшаяся диким нравом и экстравагантным поведением, не прижилась в семье нелюбимого мужа. Когда Козимо III унаследовал Тосканское герцогство, принцесса, вопреки традициям, не была допущена в Тайный совет, а затем и вовсе покинула страну, после длительного противостояния с супругом. Во Франции, куда отправилась Маргарита Луиза, она вновь стала вести распутный образ жизни, от которого отказалась только за несколько лет до смерти.

## Происхождение и ранние годы

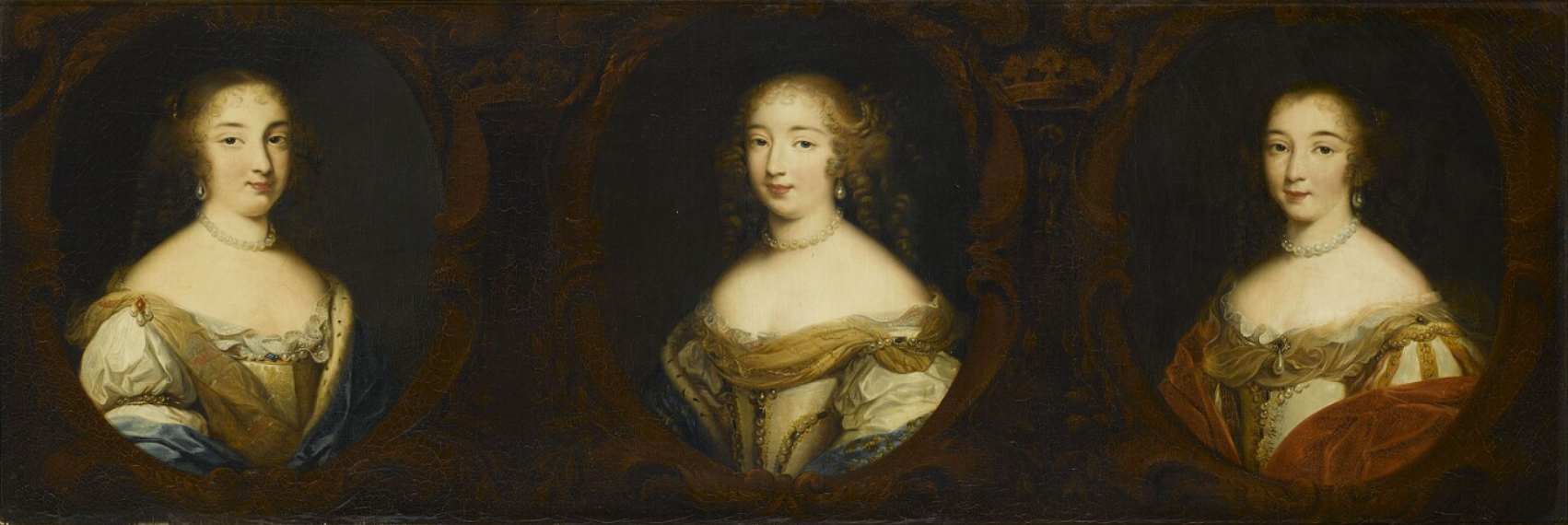
«Дочери Гастона Орлеанского и Маргариты Лотарингской».
Луи-Эдуард Риол, 1840 год.
Слева направо: Елизавета Маргарита, Маргарита Луиза и Франсуаза Мадлен

Маргарита Луиза родилась 28 июля 1645 года в шато-де-Блуа и была старшей дочерью из пяти детей Гастона, герцога Орлеанского, и его второй жены Маргариты Лотарингской. У Маргариты Луизы была единокровная сестра от первого брака отца Анна Мария Луиза, именовавшаяся Великая мадмуазель, а также две полнородных сестры, переживших младенчество. С рождения девочку называли мадмуазель Орлеанская; также будучи внучкой французского короля по мужской линии, Маргарита Луиза получила право именоваться petite-fille de France («внучка Франции»). Девочка получила весьма поверхностное образование, поскольку росла и воспитывалась вместе с сёстрами и Луизой де Лавальер, будущей фавориткой Людовика XIV, в Блуа, куда Гастон был выслан за участие во Фронде. Наиболее тёплые отношения у принцессы сложились с Великой мадмуазель, которая покровительствовала всем троим своим единокровным сёстрам.
Гастон умер в 1660 году; мать принцессы больше замуж не выходила. Незадолго до его смерти были начаты переговоры о браке Маргариты Луизы с Карлом Эммануилом II, герцогом Савойи, которому принцесса приходилась кузиной, однако, как считала сама Маргарита Луиза, из-за дурных советов мадам де Шуази, которые та давала матери принцессы, договориться не удалось; позднее женой Карла Эммануила стала младшая сестра принцессы Франсуаза Мадлен, которую мать герцога считала более покладистой и менее амбициозной, чем Маргарита Луиза или же Мария Джованна Савойская — другая кандидатка в жёны герцога.
Неудача с Савойским герцогом огорчила Маргариту Луизу и потому, когда в 1658 году поступило предложение о браке с Козимо III Медичи, наследником великого герцога Тосканского, принцесса попросила устроить этот брак свою единокровную сестру. Первоначально Маргарита Луиза пришла в неописуемый восторг от перспективы выйти замуж, однако позднее она испытала разочарование, когда обнаружила, что её сестра больше не поддерживает союз с Тосканским герцогством. После этого поведение Маргариты Луизы стало вызывающим: она шокировала двор выходами без сопровождения со своим кузеном Карлом Лотарингским, который вскоре стал её любовником. Несмотря на всё это, союз с Тосканским герцогством состоялся: 19 апреля 1661 года был заключён брак по доверенности. Замужество, тем не менее, не изменило поведения принцессы, что приводило в ярость министров Людовика XIV: в день свадьбы она должна была встретиться с дипломатами, которые прибыли, чтобы поздравить её, но принцесса попыталась сбежать на охоту и была остановлена герцогиней де Монпансье.

## Принцесса Тосканская

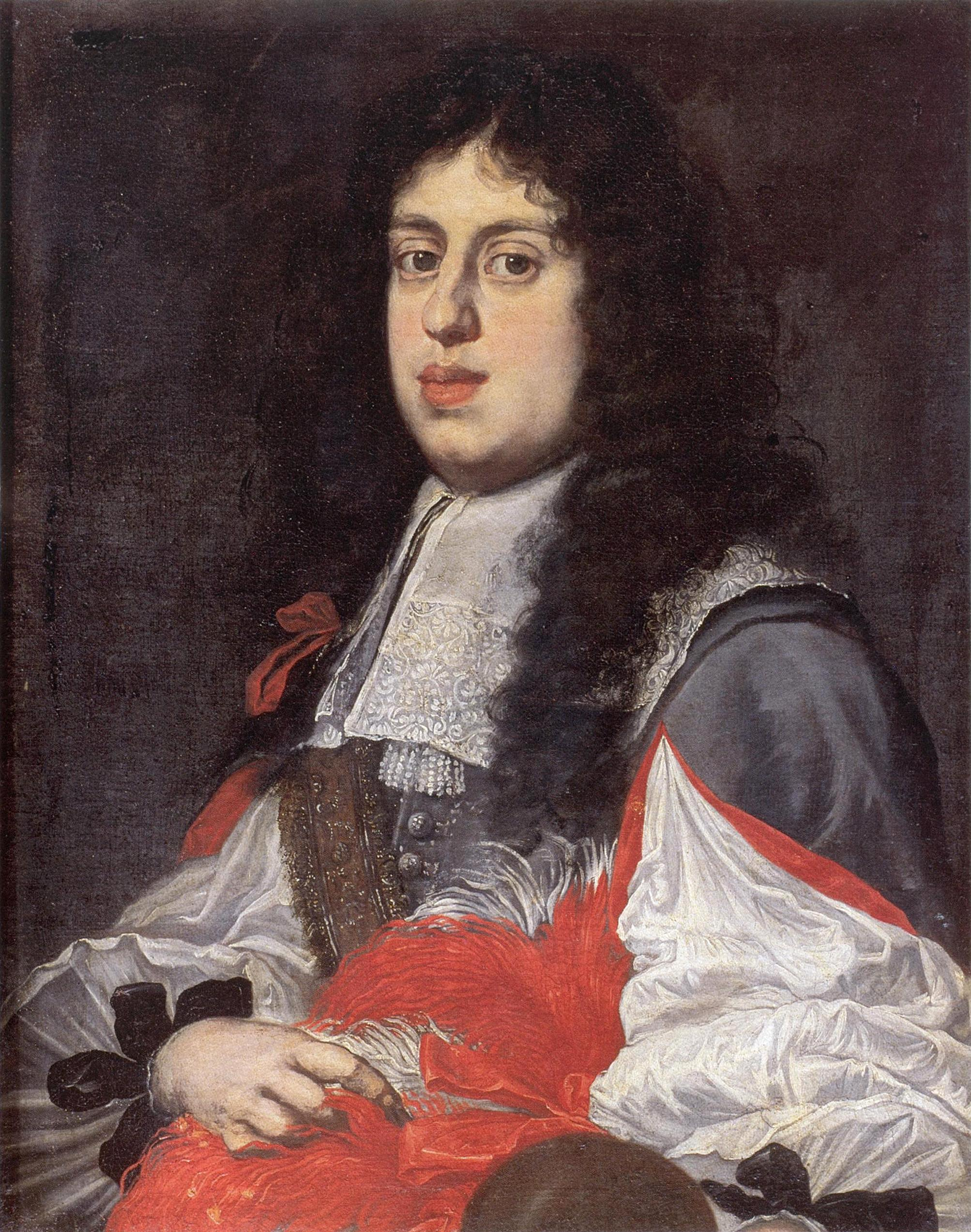
Портрет Козимо III кисти Юстуса Сустерманса, написанный за год до свадьбы

Маргарита Луиза прибыла в Тосканское герцогство 12 июня в сопровождении Маттиаса Медичи, брата великого герцога Фердинандо II, высадилась на берег в Ливорно, и с большой торжественностью совершила официальный въезд в столицу 20 июня. Для сопровождения принцессы на её новую родину был собран небольшой эскорт из девяти галер, три из которых принадлежали Тоскане и ещё по три были одолжены у Генуэзской республики и Папской области. Вторая брачная церемония состоялась также 20 июня. На тот момент это было самое пышное торжество во Флоренции; в составе свиты новобрачных было более трёхсот карет, а в качестве свадебного подарка от отца жениха Маргарита Луиза получила жемчуг «размером с голубиное яйцо».
С самого начала супруги оказались равнодушны друг к другу и, как писала курфюрстина София Ганноверская, они спали вместе только раз в неделю. Через два дня после свадьбы Маргарита Луиза потребовала от Козимо III передать ей коронные драгоценности, но он отказался, под предлогом того, что не имеет на то полномочий. Ей все же удалось получить эти драгоценности, и позднее она попыталась вывезти их контрабандой с территории великого герцогства, но была разоблачена великим герцогом. Со временем безразличие к несходному по характеру и некрасивому мужу переросло у принцессы в ненависть, что ещё больше усугубилось её любовью к Карлу Лотарингскому, с которым принцессе пришлось расстаться ещё в Марселе. Супруги часто скандалили; однажды Маргарита Луиза даже угрожала разбить бутылку о голову Козимо III, если он не выйдет из её комнаты. Тем не менее, ненависть к супругу не помешала принцессе родить от него двоих сыновей, Фердинандо и Джан Гастоне, и дочь Анну Марию Луизу. Семья Козимо тоже стала жертвой капризов Маргариты Луизы: она сражалась со своей свекровью великой герцогиней Викторией за приоритет при дворе, а великий герцог Фердинандо обвинял её в расточительности. Привычные расходы Маргариты Луизы сделали её не только непопулярной внутри семьи, но и при дворе в целом: местный двор после французского казался ей скучным и чрезмерно набожным, и она вызывала возмущение тем, что допускала в свои покои двоих конюхов в любое время суток.
После краткого визита Карла Лотарингского во Флоренцию, где он был принят герцогской семьёй в палаццо Питти, и перехвата письма Маргариты Луизы к лотарингскому принцу, Козимо стал открыто следить за женой. В ответ принцесса обратилась к французскому королю с требованием вмешаться, но тот отказал. К Людовику XIV обращался и сам великий герцог: он жаловался на то, что Маргарита Луиза жестоко обращается со своими придворными и слугами и требовал обуздать её нрав. Чтобы успокоить как герцога, так и саму принцессу, Людовик отправил к ним графа де Сен-Мема. Однако он со своей задачей не справился и, как большая часть французского двора, стал поддерживать Маргариту Луизу в её желании вернуться во Францию. Поведение принцессы ещё больше испортилось: теперь она старалась унизить мужа при каждом удобном случае; она настояла на том, чтобы для неё наняли французских поваров и открыто заявила, что Медичи могут отравить её; в присутствии нунция она выставляла Козимо «бедным женихом».
После нескольких неудачных попыток Франции примирить супругов в сентябре 1664 года Маргарита Луиза покинула покои в палаццо Питти и отказалась вернуться; вследствие этого Козимо был вынужден выделить жене в личное пользование виллу-ди-Лаппеджи, где её постоянно окружали сорок солдат и шесть придворных, назначенных Козимо из-за опасений, что жена может скрыться. В следующем году Маргарита Луиза изменила тактику и примирилась с семьёй мужа. Хрупкие отношения, установившиеся между принцессой и Медичи, разрушились, когда в 1667 году Маргарита Луиза заболела оспой после рождения дочери.

## Великая герцогиня Тосканская

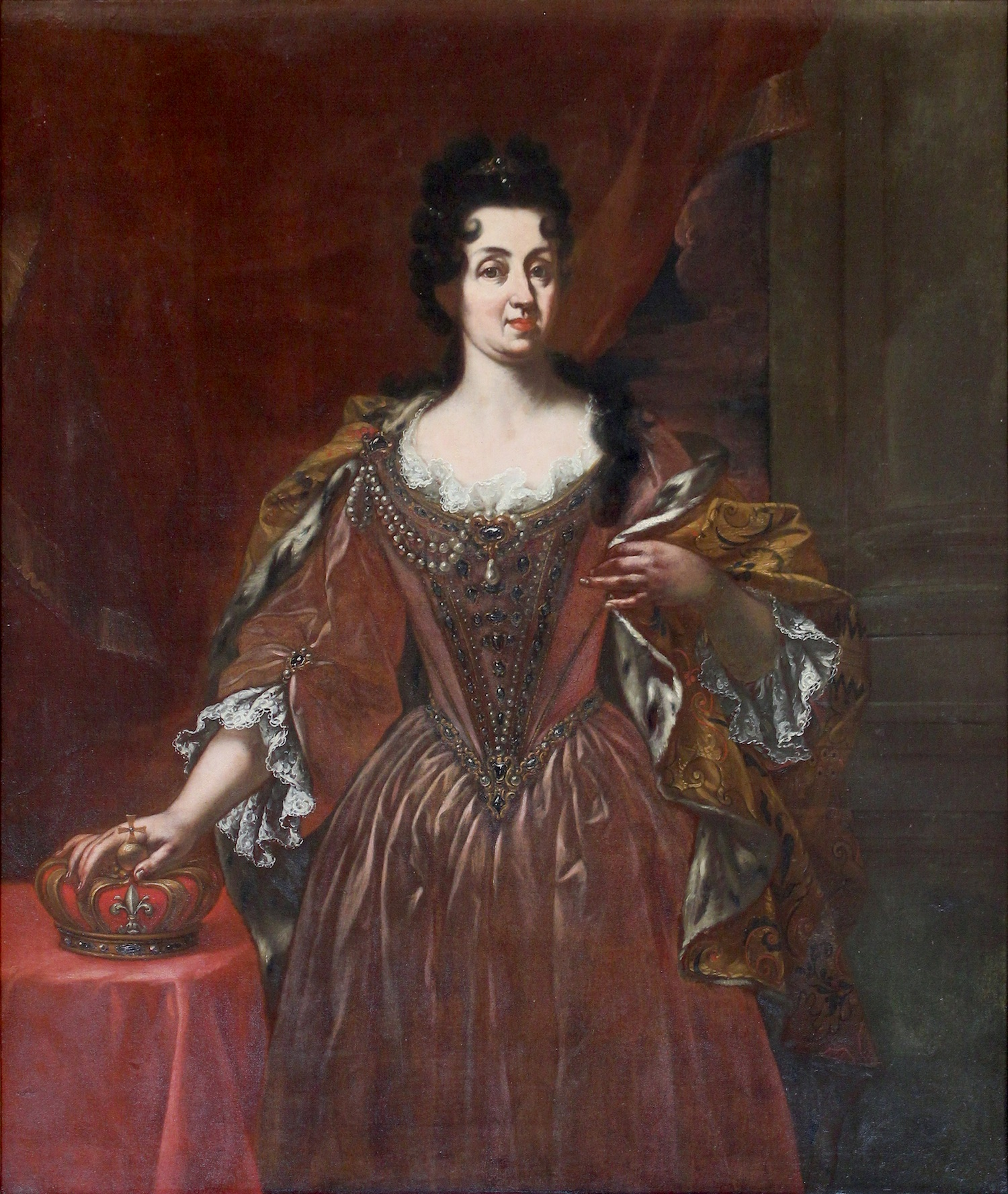
Портрет Маргариты Луизы, великой герцогини Тосканской, кисти неизвестного художника

В мае 1670 года, после смерти Фердинандо II, Козимо III взошёл на престол великого герцогства Тосканского, а сама Маргарита Луиза получила титул великой герцогини. Следуя традиции, Козимо III должен был допустить её, как мать наследника, до участия в Тайном совете, однако из-за сложных отношений с супругой и по совету своей матери, он не сделал этого; вместо места в совете Маргарите Луизе было позволено только контролировать обучение старшего сына, что привело герцогиню в ярость. В начале 1671 года конфликт между Маргаритой Луизой и её свекровью достиг такого накала, что, по свидетельству современников, «палаццо Питти стал обителью дьявола, и с утра до полуночи были слышны только шум борьбы и ругань».
В начале 1672 года Маргарита Луиза писала Людовику XIV с просьбой оказать ей медицинскую помощь, поскольку она считала, что у неё рак груди. Людовик отправил к ней Айо ле Вье, личного врача своей матери, королевы Анны; в отличие от Сен-Мема, Айо отказался полностью следовать плану герцогини по её возвращению во Францию под видом болезни, сообщив, что опухоль «вряд ли злокачественная», но посоветовал посетить термальные источники. Разочарованная провалом своего плана, Маргарита Луиза, к огорчению мужа, начала флиртовать со своим поваром.
Для восстановления гармонии в доме Козимо III послал за мадам дю Деффан, бывшей гувернанткой Маргариты Луизы, которая ранее уже помогала ему, хотя и не очень удачно. Однако из-за череды смертей в семье герцога Орлеанского, она прибыла с большим опозданием только в декабре 1672 года; к этому времени Маргарита Луиза попросила разрешения отправиться на виллу Медичи в Поджо-а-Кайано под предлогом посещения близлежащего храма, но оказавшись там, отказалась вернуться. Всё это вылилось в двухлетнее противостояние между нею и великим герцогом, так как он не соглашался отпустить жену во Францию, о чём она умоляла его в письмах. После провала миссии мадам дю Деффан, французский король предпринял последнюю попытку примирить супругов, но также не преуспел. В конце концов, Козимо сдался и подписал 26 декабря 1674 года договор, по которому Маргарита Луиза получала пенсию в размере восьмидесяти тысяч ливров, ей было разрешено выехать во Францию при условии проживания в аббатстве Сен-Пьер на Монмартре и отказа от привилегий, полагавшихся ей как принцессе Франции. Вне себя от радости, великая герцогиня отбыла во Францию 12 июля 1675 года, забрав с собой мебель и некоторые ценности с виллы Поджо-а-Кайано, поскольку, по её собственным словам, она не собиралась жить «без соответствующей обстановки».

### Возвращение во Францию
Во Флоренции новости об отъезде Маргариты Луизы были встречены с «большим неудовольствием». Местная знать, симпатизировавшая ей, ошибочно считала виновным в разрыве с женой Козимо III. Маргарита Луиза тем временем по прибытии сначала занялась патронажем благотворительных работ на Монмартре и преподносила себя с «благочестивым видом», но вскоре вернулась к своей прежней жизни: стала расточительной, носила вульгарный макияж и ярко-жёлтый парик; кроме того, она завела интрижку с графом Ловиньи, а позднее — с двумя членами Люксембургского полка. Всё это произошло потому, что Людовик XIV проигнорировал статью договора 1674 года, которая запрещала Маргарите Луизе покидать аббатство, и позволил ей пребывать при дворе.
Из-за её «убогой» свиты и краткости визитов Маргарита Луиза получила среди придворных Версаля репутацию богемной дивы и, следовательно, была вынуждена разрешить «ничтожные вхождения» в её круг. Тосканский посланник Гонди часто заявлял протесты французскому двору на поведение Маргариты Луизы, но результата не добился. В конце концов, аббатиса Монмартра Франсуаза Рене де Лоррейн, когда говорила с королём о последнем романе принцессы с конюхом, сказала, что «заговор молчания является единственным противоядием против разврата и бесчинств [Маргариты Луизы]»; это объясняет отсутствие какой-либо информации о Маргарите Луизе в мемуарах того времени.

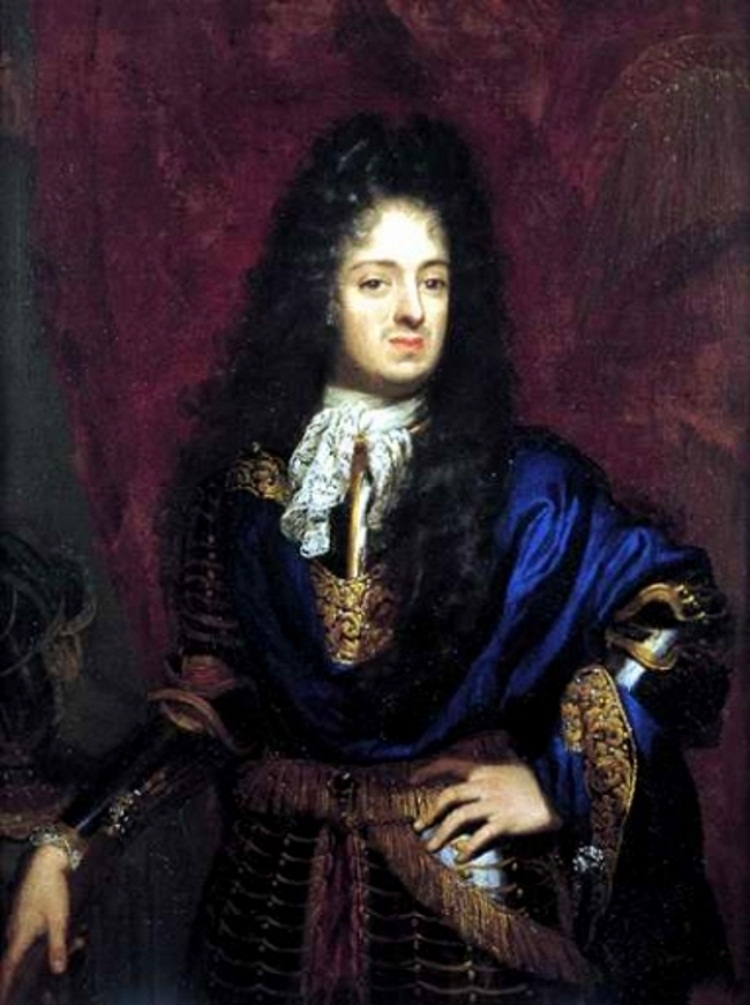
Старший сын Маргариты Луизы.
Никколо Кассана, 1687 год

Во Флоренции Козимо III регулярно получал доклады тосканского посланника о поведении жены и, если считал тот или иной её поступок оскорбительным, он писал Людовику XIV, требуя объяснений. Изначально с пониманием относившийся к Козимо Людовик XIV, устав от бесконечного потока протестов с его стороны, заявил, что «раз уж Козимо согласился на отбытие жены во Францию, он фактически отказался от права вмешиваться в её дела». Все дальнейшие попытки Козимо вмешаться в дела Маргариты Луизы отражались французским королём. В конце 1670-х — начале 1680 годов Маргарита Луиза узнала от своего старшего сына о том, что её супруг серьёзно болен. Уверенная в неминуемой смерти Козимо, принцесса объявила при французском дворе, что «при первом же сообщении о смерти своего ненавистного мужа, я бы буквально долетела до Флоренции, чтобы изгнать всех лицемеров и учредить новое правительство». Однако Козимо не только выздоровел, но и в дальнейшем пережил свою жену на два года.
В 1688 году увязшая в долгах Маргарита Луиза написала Козимо с требованием прислать ей двадцать тысяч крон. Однако ответа от Козимо изначально не последовало, и принцесса переключила своё внимание на старшего сына в надежде, что он поможет ей финансово, но тот, боясь рассориться с отцом, ответил матери, что не сможет помочь ей. В конце концов, Козимо оплатил долги, и в дальнейшем финансовое положение Маргариты Луизы улучшилось благодаря крупной сумме денег, полученной в наследство от одного из родственников в 1696 году.
Аббатиса де Лоррейн, которая относилась весьма терпеливо к Маргарите Луизе даже тогда, когда та пообещала сжечь аббатство, умерла в декабре 1682 года; новой аббатисой стала мадам д’Аркур, которая не собиралась терпеть выходки принцессы. Она часто жаловалась королю и супругу Маргариты Луизы; в отместку Маргарита Луиза пообещала убить настоятельницу, а также организовала против неё клику. Во избежание кровопролития Козимо согласился на то, что его жена переедет в другой монастырь — Сен-Манде — при условии, что она получит разрешение на это у французского короля и позволит любому камергеру, которого он назначит, посещать её. Поскольку Маргарита Луиза не согласилась на эти условия, выплата ей пенсии была приостановлена; затем, после уговоров со стороны французского короля, принцесса согласилась.
В Сен-Манде Маргарита Луиза преобразилась: она больше не впадала в крайности и посвятила себя реформированию монастыря, который она называла «духовным борделем»; постоянно отсутствовавшая настоятельница, которая носила мужскую одежду, была отослана из монастыря, так же, как и другие неблагонадёжные монахини. Вместе с тем её здоровье стало ухудшаться: в 1712 году Маргарита Луиза перенесла инсульт, парализовавший её левую руку и часть лица; она быстро оправилась, но в следующем году умер её любимый сын Фердинандо, и Маргарита Луиза перенесла второй инсульт, на некоторое время лишивший её зрения и возможности внятно говорить. Когда она оправилась, регент Франции Филипп II Орлеанский разрешил Маргарите Луизе приобрести дом на площади Вогезов, где она провела последние годы. Она часто переписывалась с матерью регента Елизаветой Шарлотой Пфальцской и усердно занималась благотворительностью. Маргарита Луиза умерла в сентябре 1721 года в своём доме в Париже и была похоронена на кладбище Пик-Пюс.

## Семья
В семье Козимо III Медичи и Маргариты Луизы Орлеанской родилось двое сыновей и дочь; никто из них не оставил потомства.
- Фердинандо (1663—1713) — великий принц Тосканский; был женат на Виоланте Беатрисе Баварской, младшей дочери курфюрста Баварии Фердинанда Марии и Генриетты Аделаиды Савойской.
- Анна Мария Луиза (1667—1743) — была замужем за курфюрстом Пфальца Иоганном Вильгельмом.
- Джан Гастоне (1671—1737) — великий герцог Тосканский; был женат на Анне Марии Франциске Саксен-Лауэнбургской, старшей дочери герцога Саксен-Лауэнбургского Юлия Франца и Гедвига Зульцбахской.

## Герб, титулование и генеалогия

### Герб

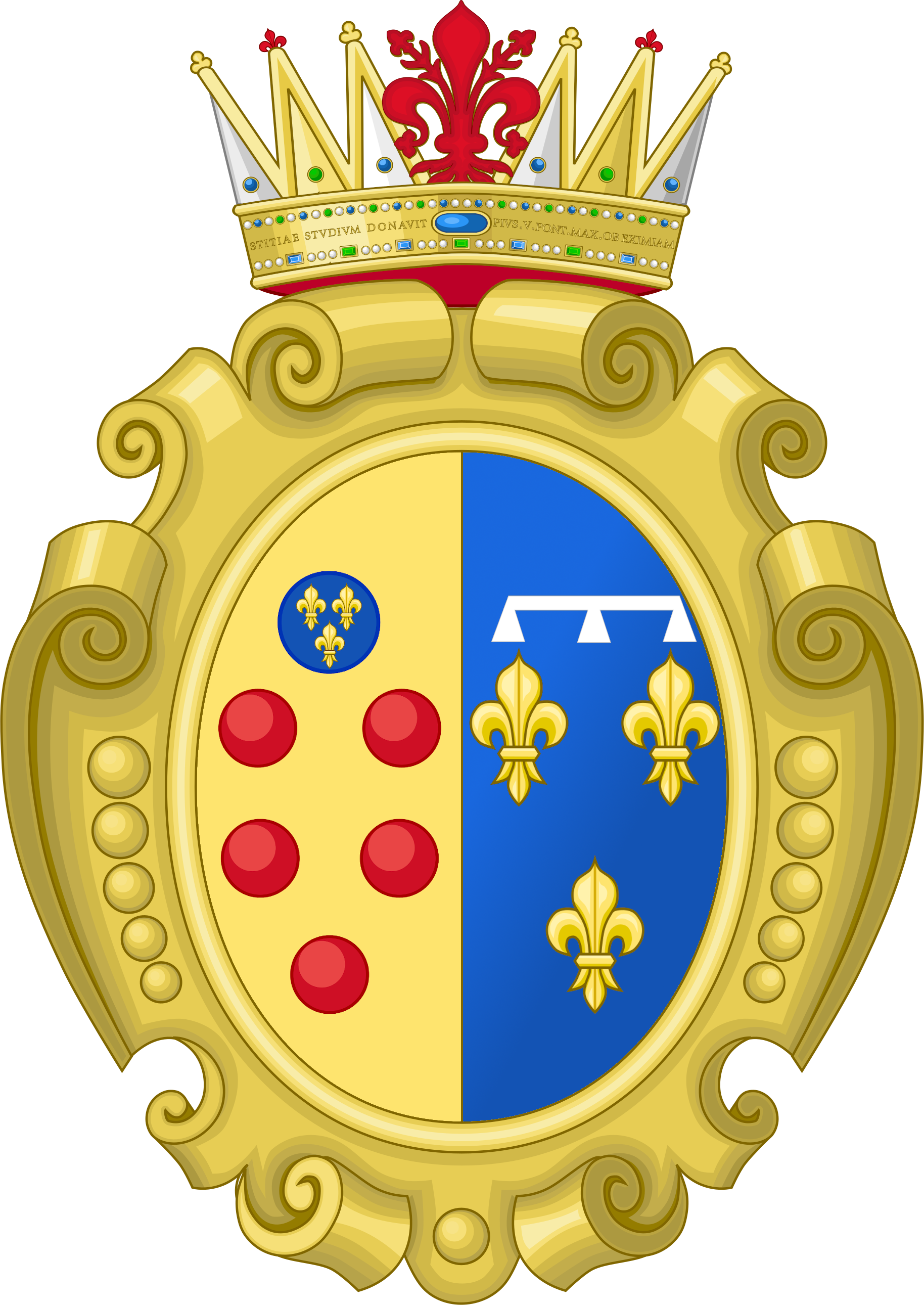

Герб Маргариты Луизы, великой герцогини Тосканской, основан на гербе её мужа Козимо III Медичи, объединённого с гербом её отца Гастона, герцога Орлеанского. Щит увенчан герцогской короной. Справа герб дома Медичи: в золотом поле шесть шаров, верхний лазоревый шар обременён тремя золотыми лилиями, остальные шары червлёные. Слева герб герцогов Орлеанских: французский королевский герб — в лазоревом поле три золотых лилии — с серебряным титлом с тупыми зубцам.

### Титулование
- 28 июля 1645 — 12 июня 1661: Её Королевское высочество мадмуазель Орлеанская
- 12 июня 1661 — 23 мая 1670: Её Королевское высочество Великая принцесса Тосканская
- 23 мая 1670 — 17 сентября 1721: Её Королевское высочество Великая герцогиня Тосканская[39]